# Shenmue (série télévisée d'animation)
Shenmue (シェンムー, Shenmū), aussi connu sous le nom de Shenmue the Animation, est un anime japonais produit par Telecom Animation Film et diffusé depuis le 6 février 2022, basé sur la série de jeux vidéo de Sega. L'anime est une coproduction entre Crunchyroll et Adult Swim.

## Synopsis
Après avoir assisté au meurtre de son père dans le dojo familial, Ryo consacre sa vie à retrouver le coupable - une mission qui le mène des rues de Yokosuka au Japon, à la métropole tentaculaire de Hong Kong et au-delà. Alors qu'il s'entraîne pour devenir l'artiste martial ultime dans sa quête de vengeance, Ryo apprendra que des forces mystiques plus importantes sont en jeu.

## Production
La série est annoncée le 4 septembre 2020 au Crunchyroll Expo,. La série est réalisée par Chikara Sakurai avec le créateur de Shenmue Yu Suzuki comme producteur exécutif. Il est animé par le studio Telecom Animation Film et la production est assurée par Sola Entertainment. La série comprend 13 épisodes, est diffusée sous-titrée en anglais sur le bloc de programmation Toonami de la chaine Adult Swim, et diffusée en streaming sur Crunchyroll.